# Werk ohne Autor
Werk ohne Autor is een Duitse dramafilm uit 2018, geschreven en geregisseerd door Florian Henckel von Donnersmarck. De film is gebaseerd op het leven van de Duitse kunstenaar Gerhard Richter die in 1961 van de DDR naar West-Duitsland vluchtte.

## Verhaal
De kunststudent Kurt Barnert in het naoorlogse Oost-Duitsland wordt verliefd op zijn studiegenoot Ellie Seeband, maar haar vader, professor Carl Seeband, verzet zich tegen hun relatie. De relatie wordt steeds gecompliceerder naarmate Carls rol in het nazi-eugenetica-programma bekender wordt.

## Rolverdeling
| Acteur           | Personage                     |
| ---------------- | ----------------------------- |
| Tom Schilling    | Kurt Barnert                  |
| Sebastian Koch   | Professor Carl Seeband        |
| Paula Beer       | Ellie Seeband                 |
| Saskia Rosendahl | Elisabeth May                 |
| Oliver Masucci   | Professor Antonius van Verten |
| Ina Weisse       | Martha Seeband                |

## Productie
Werk ohne Autor ging op 4 september 2018 in première op het filmfestival van Venetië. De film kreeg overwegend positieve kritieken van de filmcritici met een score van 77% op Rotten Tomatoes, gebaseerd op 22 beoordelingen. In Duitsland hadden recensenten ook kritiek op de film. Florian Henckel von Donnersmarck kreeg onder meer het verwijt de Holocaust te bagatelliseren. Ook bracht The New Yorker het verhaal dat Gerhard Richter vindt dat Von Donnersmarck zijn levensverhaal heeft misbruikt. 
De film werd geselecteerd als Duitse inzending voor de beste niet-Engelstalige film voor de 91ste Oscaruitreiking en werd ook genomineerd.

## Prijzen en nominaties
De belangrijkste:
| Jaar | Prijs                         | Categorie                    | Genomineerde(n) | Uitslag     |
| ---- | ----------------------------- | ---------------------------- | --------------- | ----------- |
| 2018 | Venetië (75ste editie)        | Gouden Leeuw                 | Werk ohne Autor | Genomineerd |
| 2019 | Academy Awards (91ste editie) | Beste niet-Engelstalige film | Werk ohne Autor | Genomineerd |
| 2019 | Academy Awards (91ste editie) | Beste cinematografie         | Caleb Deschanel | Genomineerd |
| 2019 | Golden Globes (76ste editie)  | Beste niet-Engelstalige film | Werk ohne Autor | Genomineerd |